# Ґронди (Серпецький повіт)
Ґронди (пол. Grądy) — село в Польщі, у гміні Щутово Серпецького повіту Мазовецького воєводства.
Населення — 83 особи (2011).
У 1975-1998 роках село належало до Плоцького воєводства.

## Демографія
Демографічна структура станом на 31 березня 2011 року:
|          | Загалом | Допрацездатний вік | Працездатний вік | Постпрацездатний вік |
| -------- | ------- | ------------------ | ---------------- | -------------------- |
| Чоловіки | 42      | 13                 | 24               | 5                    |
| Жінки    | 41      | 10                 | 19               | 12                   |
| Разом    | 83      | 23                 | 43               | 17                   |